# Szász–Coburg–Koháry Klotild hercegnő
Szász–Coburg–Koháry Klotild (teljes nevén Klotild Mária Adél Amália, házasságát követően ismert még mint Klotild főhercegné, németül: Clotilde von Sachsen-Coburg und Koháry; Neuilly-sur-Seine, Francia Királyság, 1846. július 8. – Alcsút, Magyar Királyság, 1927. június 3.), a Szász–Coburg–Gothai-ház Koháry ágából származó német hercegnő, aki Habsburg–Lotaringiai József Károly főherceggel kötött házassága révén osztrák főhercegné.

## Élete

### Származása, testvérei

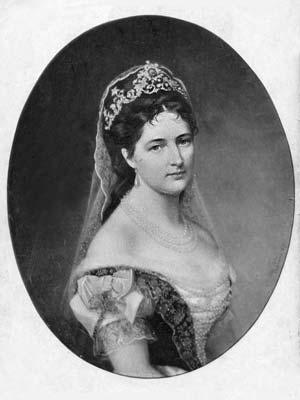
Klotild főhercegné, szül. Szász–Coburg–Koháry hercegnő

Klotild Mária Adél Amália szász-koburgi és gothai hercegnő 1846-ban született Párizs közelében, Neuilly-sur-Seine-ben (Hauts-de-Seine megye), Orléans-i Lajos Fülöp király uralkodásának utolsó éveiben.
Édesapja August Ludwig Viktor von Sachsen–Coburg–Saalfeld–Koháry német herceg, Szász–Coburg–Gotha hercege (1818–1881), Ferdinand Georg August von Sachsen–Coburg–Saalfeld hercegnek, Szász-Coburg-Gotha hercegének (Herzog von Sachsen, Coburg und Gotha, 1785–1851) és csábrághi és szitnyai Koháry Mária Antónia Gabriella magyar grófnőnek (1797–1862) második fia.
Édesanyja Marie Clémentine Caroline Léopoldine Clotilde d’Orléans francia királyi hercegnő, orléans-i hercegnő (1817–1907) volt, I. Lajos Fülöp francia király (1773–1850) és Mária Amália Terézia nápoly–szicíliai királyi hercegnő (1782–1866) hatodik leánya.
Szülei házasságából öt gyermek született, címük szerint Szász–Coburg–Gothai hercegek és hercegnők (Prinz/Prinzessin von Sachsen, Coburg und Gotha), köztük harmadikként Klotild hercegnő: 
- Ferdinand Philipp herceg (1844–1921), aki 1875-ben Lujza Mária Amália belga királyi hercegnőt (1858–1924), II. Lipót belga király leányát vette feleségül.
- Ludwig August  herceg (1845–1907), aki 1864-ben a Bragança-házból való Leopoldina Terézia brazil császári hercegnőt (Infanta de Brasil, 1847–1871), II. Péter brazil császár és Terézia Krisztina Mária nápoly–szicíliai királyi hercegnő leányát vette feleségül.
- Mária Adél Amália Klotild hercegnő (1846–1927), József Károly Lajos osztrák főherceg felesége.
- Marie Luise Amalie hercegnő (1848–1894), aki 1875-ben Miksa Emánuel bajor herceghez (1849–1893), Erzsébet királyné legfiatalabb öccséhez ment feleségül.
- Ferdinand Maximilian herceg (1861–1948), aki 1893-ban a Mária Lujza Pia Bourbon–parmai hercegnőt (1870−1899), I. Róbert parmai herceg leányát, Zita császárné és királyné féltestvérét, majd 1908-ban Eleonore von Reuß zu Köstritz hercegnőt (1860–1917) vette feleségül, és 1908–1918-ig I. Ferdinánd néven bolgár cár volt.

### Házassága, gyermekei

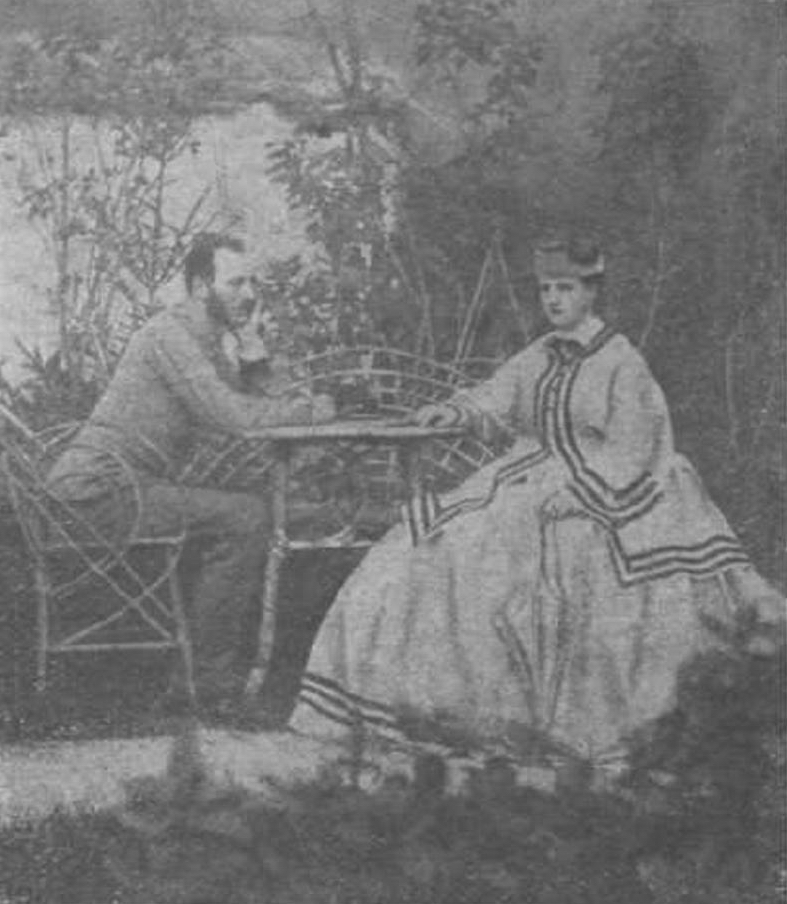
1867-es kép a fiatal házasokról

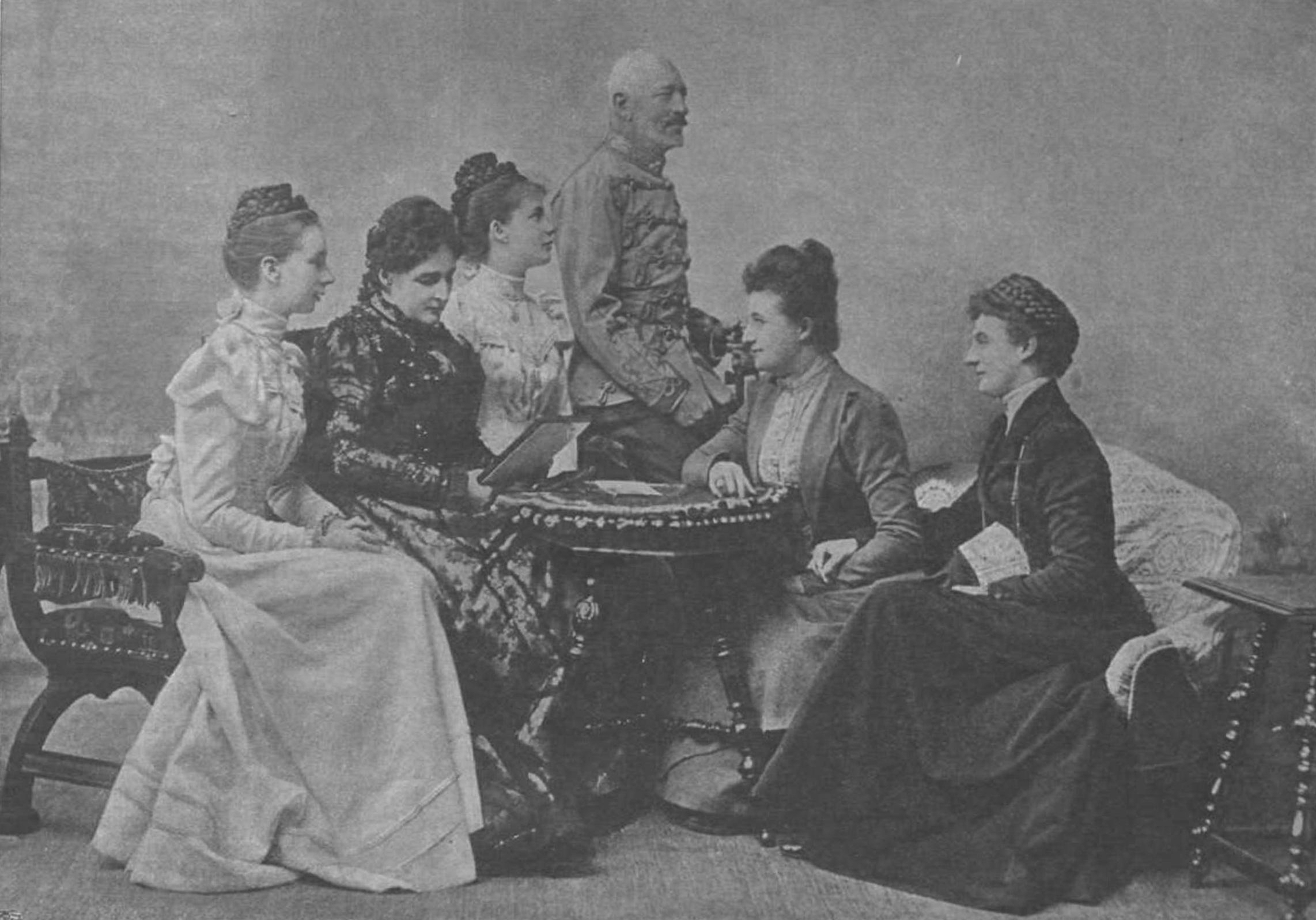
Klotild hercegnő és József Károly főherceg, felnőtt leányaikkal (1900.)

Klotild Mária Adél hercegnő 1864. május 12-én Coburgban feleségül ment Habsburg–Lotaringiai József Károly főherceghez (1833–1905), magyar királyi herceghez, császári-királyi lovassági tábornokhoz, József nádor és Mária Dorottya württembergi hercegnő fiához, akit a kiegyezés után, 1869-ben az uralkodó a Magyar Királyi Honvédség főparancsnokává nevezett ki.
Házasságukból 7 gyermek született:
- Erzsébet Klementina főhercegnő (1865–1866), kisgyermekként meghalt.
- Mária Dorottya Amália főhercegnő (1867–1932), aki 1896-ban Lajos Fülöp Róbert orléans-i herceghez (1869–1926) ment férjhez.
- Margit Klementina Mária (1870–1955), aki 1890-ben I. Alberthez, Thurn und Taxis hercegéhez (1867–1952), Erzsébet királyné nővérének fiához ment feleségül.
- József Ágost főherceg (1872–1962), cs. és kir. tábornagy, aki 1893-ban Auguszta Mária Lujza bajor hercegnőt, Gizella főhercegnő leányát vette feleségül.
- László Fülöp Mária Vince főherceg (1875–1895), honvéd hadnagy, vadászbaleset következtében fiatalon halt meg.
- Erzsébet Henrietta Klotild Mária Viktória főhercegnő (1883–1958), nem ment férjhez.
- Klotild Mária Rainera Amália Filoména főhercegnő (1884–1903), fiatalon meghalt.

### Élete Magyarországon
Klotild hercegnő férjével és gyermekeivel együtt az alcsúti Habsburg-kastélyban élt. 1895-ben kisebbik fia, a 20 éves László főherceg egy Arad vármegyei vadászaton véletlenül meglőtte magát, és meghalt. Legfiatalabb leánya, a gyenge egészségű Klotild Mária Rainera 1903 decemberében Alcsúton halt meg, 19 évesen. Mindkettőjüket a Budavári Palota nádori kriptájába temették. Férjének, József Károly Lajos főhercegnek 1905-ben bekövetkezett halála után az özvegy Klotild hercegnő továbbra is itt lakott idősebb fiával, József Ágosttal és hajadon leányával, Erzsébettel. Az Osztrák–Magyar Monarchia széthullása után is Alcsúton élt, 22 évvel élte túl férjét. Az alcsúti kastélyban hunyt el 1927-ben, 81 éves korában. A budavári nádori kriptában temették el, férje és gyermekei mellé. Az 1970-es években a kriptát feldúlták, kirabolták, helyreállítását Kiszely István professzor vezetésével az 1980-as években végezték el.

## Külső hivatkozások
- Családi, életrajzi adatai (The Peerage)
- Horváth Tamás: József főherceg és kora.
- Hankó Ildikó – Kiszely István: A nádori kripta többi lakója.